# Abutilon halophilum
Abutilon halophilum là một loài thực vật có hoa trong họ Cẩm quỳ. Loài này được F.Muell. ex Schltdl. mô tả khoa học đầu tiên năm 1853.